# 上之保村立行合小学校
上之保村立行合小学校 （かみのほそんりつ ゆきあいしょうがっこう）は、かつて岐阜県武儀郡上之保村（現・関市）に存在した公立小学校。

## 概要
- 旧・武儀郡上之保村の東部（行合など）が校区であった。
- 1983年、鳥屋市小学校と統合し、上之保東小学校の新設により廃校。

## 沿革
- 1873年（明治6年）1月 - 上之保村行合に三才義校が開校。
- 1875年（明治8年） - 上之保村行合区宮の平18739（現在地）に新築移転。
- 1879年（明治12年） - 行合小学校に改称する。
- 1886年（明治19年） - 行合簡易科小学校に改称する。後に行合尋常小学校に改称する。
- 1898年（明治31年） - 校区が変更され、小樽地区が宮川尋常小学校校区に移る。
- 1903年（明治36年） - 校区が変更され、鳥屋市尋常小学校校区の一部（戸丁場地区）が行合尋常小学校校区に移る。
- 1908年（明治41年） - 鳥屋市尋常小学校と統合し、上之保第二尋常小学校に改称。本校は旧・鳥屋市尋常小学校に設置され、旧・行合尋常小学校は行合分教場となる。
- 1911年（明治44年） - 上之保第二尋常小学校が行合尋常小学校と、鳥屋市尋常小学校に分立する。
- 1925年（大正14年） - 新校舎が完成。
- 1941年（昭和16年）4月1日 - 行合国民学校に改称する。
- 1947年（昭和22年）4月1日 - 上之保村立行合小学校に改称する。
- 1983年（昭和58年）3月 - 統合により廃校。